# 莫伊斯帕特
莫伊斯帕特是德国莱茵兰-普法尔茨州的一个市镇。总面积3.06平方公里，总人口141人，其中男性68人，女性73人（2011年12月31日），人口密度46人/平方公里。